# 董寧
董寧（1443年—1507年），字伯康，北直隸順天府通州漷縣人，民籍，明朝政治人物。

## 生平
順天鄉試第十六名舉人，成化八年（1472年）中式壬辰科會試第一百六名，二甲第三十名進士。授兵部主事，升員外郎，出為常德府通判，弘治二年（1489年）升絳州知州，歷任陝西、山東、四川按察司僉事，正德二年（1507年）卒，享年六十五歲。

## 家族
曾祖董興，贈刑部右侍郎；祖父董政，贈刑部右侍郎；父董方，刑部尚書。